# Анцская волость
Анцская волость (латыш. Ances pagasts) — одна из двенадцати территориальных единиц Вентспилсского края Латвии. Находится на северо-западе края. Граничит с Таргальской, Попской и Пузской волостями своего края и Дундагской и Колкской волостью Дундагского края.

## История
Анцская волость была создана В Вентспилсском Уезде в 1925 году, выделением её из Попской волости. В 1935 году её площадь была 374,9 км² и в ней проживало 3302 жителя. В 1945 году в волости были образованы сельские советы в Анце, Лиелирбе, Лонасте и Ринде, а волость в 1949 году ликвидировали. Посёлок Анце входил в Дундагский (1949-1956), Вентспилский (1956-1962), Талсинский (1962-1967) и снова в Вентспилсский (после 1967 года) район. В 1951 году к посёлку Анце присоединили ликвидированный посёлок Ринда, а в 1954 году - ликвидированные посёлки Лонасте и Лиелирбе (частично). В 1990 году посёлок реорганизовали в волость. В 2009 году Анцскую волость как административную территорию включили в Вентспилсский край.
Сейчас Анцская волость уникальна тем, что её населяет наименьшее количество жителей.

## Известные люди
- Ансис Бушевиц (латыш. Ansis Buševics) (1878—1943) — министр финансов (1923)
- Георг Хайнрих Лоскиль (латыш. Georgs Heinrihs Loskīls) (1740-1814) — священник, писатель и автор духовных песен